# I liga argentyńska w piłce nożnej (1914)
W roku 1914 Argentyna miała dwóch mistrzów w rozgrywkach organizowanych przez dwie konkurencyjne federacje piłkarskie.
Mistrzem Argentyny w ramach rozgrywek organizowanych przez federację piłkarską Asociación Argentina de Football został klub Racing Club de Avellaneda, natomiast tytuł wicemistrza Argentyny zdobył klub CA Estudiantes.
Mistrzem Argentyny w ramach rozgrywek organizowanych przez federację piłkarską Federación Argentina de Football został klub Porteño Buenos Aires, natomiast tytuł wicemistrza Argentyny zdobył klub Estudiantes La Plata.

## Primera División – Asociación Argentina de Football
Mistrzem Argentyny w roku 1914 w ramach rozgrywek organizowanych przez federację piłkarską Asociación Argentina de Football został klub Racing Club de Avellaneda, natomiast tytuł wicemistrza Argentyny zdobył klub CA Estudiantes.
Po rozegraniu 7 meczów klub Ferrocarril Sud Remedios de Escalada został rozwiązany, a mecze z jego udziałem anulowano.

### Mecze chronologicznie
| Data                 | Mecz |
| -------------------- | --- |
| 29 marca 1914        | CA Platense – San Isidro Buenos Aires 2:0 |
| 29 marca 1914        | CA Banfield – Comercio Buenos Aires 2:1 |
| 29 marca 1914        | CA Estudiantes – Ferrocarril Sud Remedios de Escalada 4:2 mecz anulowano                                                                          |
| 29 marca 1914        | CA Huracán – Ferro Carril Oeste 4:2 |
| 5 kwietnia 1914      | River Plate – CA Banfield 3:0 Martín, Lanata, Carlos Ísola k                                                                                      |
| 5 kwietnia 1914      | Boca Juniors – Ferrocarril Sud Remedios de Escalada 4:1 mecz anulowano                                                                            |
| 5 kwietnia 1914      | Comercio Buenos Aires – CA Huracán 1:10 |
| 5 kwietnia 1914      | CA Platense – Estudiantil Porteño Buenos Aires 1:0                                                                                                |
| 5 kwietnia 1914      | CA Estudiantes – Ferro Carril Oeste 6:1 |
| 12 kwietnia 1914     | Belgrano AC – River Plate 1:2 ? – Fraga Patrano (2)                                                                                               |
| 12 kwietnia 1914     | San Isidro Buenos Aires – Boca Juniors 1:1 Pieretti – Policarpo Martínez                                                                          |
| 12 kwietnia 1914     | Racing Club de Avellaneda – CA Huracán 4:1 |
| 12 kwietnia 1914     | Estudiantil Porteño Buenos Aires – CA Banfield 3:0                                                                                                |
| 12 kwietnia 1914     | Quilmes Athletic Buenos Aires – Ferrocarril Sud Remedios de Escalada 2:1 mecz anulowano                                                           |
| 3 maja 1914          | River Plate – CA Platense 2:1 Chiappe k, Cándido García – ?                                                                                       |
| 3 maja 1914          | Belgrano AC – CA Banfield 2:2 |
| 3 maja 1914          | Racing Club de Avellaneda – Ferrocarril Sud Remedios de Escalada 3:0 mecz anulowano                                                               |
| 3 maja 1914          | CA Estudiantes – CA Huracán 6:2 |
| 3 maja 1914          | Quilmes Athletic Buenos Aires – Estudiantil Porteño Buenos Aires 0:0                                                                              |
| 17 maja 1914         | San Isidro Buenos Aires – Racing Club de Avellaneda 1:1                                                                                           |
| 17 maja 1914         | Ferro Carril Oeste – Boca Juniors 1:3 Deandreis k – Donato Abbatángelo, Juan Garibaldi k, Francisco Taggino                                       |
| 17 maja 1914         | Comercio Buenos Aires – River Plate 0:1 Penney |
| 21 maja 1914         | Quilmes Athletic Buenos Aires – Belgrano AC 2:2                                                                                                   |
| 21 maja 1914         | Racing Club de Avellaneda – Estudiantil Porteño Buenos Aires 5:0                                                                                  |
| 21 maja 1914         | CA Huracán – Boca Juniors 1:2 Laguna – Enrique Bertolini, Donato Abbatángelo                                                                      |
| 21 maja 1914         | Ferro Carril Oeste – Ferrocarril Sud Remedios de Escalada 3:2 mecz anulowano                                                                      |
| 24 maja 1914         | Estudiantil Porteño Buenos Aires – Belgrano AC 2:1                                                                                                |
| 24 maja 1914         | Racing Club de Avellaneda – CA Estudiantes 4:2 |
| 24 maja 1914         | CA Platense – Boca Juniors 0:0 |
| 24 maja 1914         | CA Banfield – Ferro Carril Oeste 1:0 |
| 25 maja 1914         | River Plate – San Isidro Buenos Aires 1:2 Ameal – ?, ?                                                                                            |
| 7 czerwca 1914       | Racing Club de Avellaneda – Belgrano AC 3:1 |
| 7 czerwca 1914       | Comercio Buenos Aires – Ferrocarril Sud Remedios de Escalada 1:1 mecz anulowano                                                                   |
| 7 czerwca 1914       | Estudiantil Porteño Buenos Aires – CA Huracán 1:1                                                                                                 |
| 7 czerwca 1914       | Boca Juniors – Quilmes Athletic Buenos Aires 7:0 Isidoro Cotero (2), Donato Abbatángelo (2), Horacio Lamelas, Máximo Pieralini, Francisco Taggino |
| 7 czerwca 1914       | CA Banfield – San Isidro Buenos Aires 2:1 |
| 7 czerwca 1914       | CA Estudiantes – CA Platense 2:1 |
| 19 lipca 1914        | Boca Juniors – Estudiantil Porteño Buenos Aires 3:0 Enrique Garibaldi (2), Juan Garibaldi k                                                       |
| 19 lipca 1914        | Belgrano AC – Ferrocarril Sud Remedios de Escalada 4:0 mecz anulowano                                                                             |
| 19 lipca 1914        | CA Estudiantes – Comercio Buenos Aires 2:0 |
| 19 lipca 1914        | Racing Club de Avellaneda – CA Platense 7:1 |
| 26 lipca 1914        | CA Huracán – Belgrano AC 2:0 |
| 26 lipca 1914        | CA Platense – Comercio Buenos Aires 3:0 |
| 2 sierpnia 1914      | Boca Juniors – CA Estudiantes 1:1 Enrique Bertolini – Querido                                                                                     |
| 2 sierpnia 1914      | CA Huracán – River Plate 1:0 |
| 2 sierpnia 1914      | Quilmes Athletic Buenos Aires – San Isidro Buenos Aires 0:2                                                                                       |
| 2 sierpnia 1914      | CA Banfield – CA Platense 3:1 |
| 2 sierpnia 1914      | Racing Club de Avellaneda – Comercio Buenos Aires 3:0                                                                                             |
| 2 sierpnia 1914      | Belgrano AC – Ferro Carril Oeste 0:0 |
| 9 sierpnia 1914      | Ferro Carril Oeste – Racing Club de Avellaneda 0:0 mecz przerwany – dokończony 18 października 1918 roku                                          |
| 9 sierpnia 1914      | Quilmes Athletic Buenos Aires – CA Platense 1:0                                                                                                   |
| 9 sierpnia 1914      | Estudiantil Porteño Buenos Aires – Comercio Buenos Aires 3:3                                                                                      |
| 15 sierpnia 1914     | CA Estudiantes – River Plate 1:0 |
| 16 sierpnia 1914     | Boca Juniors – Racing Club de Avellaneda 0:5 Hospital, Ohaco (3, 2k), Canaveri                                                                    |
| 16 sierpnia 1914     | Estudiantil Porteño Buenos Aires – Ferro Carril Oeste 3:1                                                                                         |
| 16 sierpnia 1914     | CA Huracán – San Isidro Buenos Aires 1:1 |
| 16 sierpnia 1914     | CA Banfield – Quilmes Athletic Buenos Aires 3:0                                                                                                   |
| 16 sierpnia 1914     | CA Platense – Belgrano AC 0:1 |
| 23 sierpnia 1914     | Estudiantil Porteño Buenos Aires – San Isidro Buenos Aires 0:0                                                                                    |
| 23 sierpnia 1914     | CA Estudiantes – Belgrano AC 2:1 |
| 23 sierpnia 1914     | Quilmes Athletic Buenos Aires – Comercio Buenos Aires 2:1                                                                                         |
| 13 września 1914     | Racing Club de Avellaneda – River Plate 2:0 |
| 13 września 1914     | CA Estudiantes – Quilmes Athletic Buenos Aires 2:1                                                                                                |
| 13 września 1914     | Belgrano AC – Boca Juniors 1:1 Vignoles – Juan Garibaldi k                                                                                        |
| 13 września 1914     | Ferro Carril Oeste – San Isidro Buenos Aires 4:0                                                                                                  |
| 13 września 1914     | CA Banfield – CA Huracán 2:1 |
| 20 września 1914     | River Plate – Quilmes Athletic Buenos Aires 2:1 Martín, Gianetto – ?                                                                              |
| 20 września 1914     | San Isidro Buenos Aires – Belgrano AC 1:1 |
| 20 września 1914     | CA Platense – Ferro Carril Oeste 4:0 |
| 4 października 1914  | CA Estudiantes – San Isidro Buenos Aires 2:0 |
| 4 października 1914  | Racing Club de Avellaneda – Quilmes Athletic Buenos Aires 3:1                                                                                     |
| 4 października 1914  | Boca Juniors – CA Banfield 0:1 |
| 4 października 1914  | Comercio Buenos Aires – Belgrano AC 3:3 |
| 11 października 1914 | CA Banfield – Racing Club de Avellaneda 0:3 |
| 11 października 1914 | River Plate – Ferro Carril Oeste 2:2 Penney (2) – ?                                                                                               |
| 11 października 1914 | San Isidro Buenos Aires – Comercio Buenos Aires 1:1                                                                                               |
| 18 października 1914 | CA Estudiantes – CA Banfield 2:0 |
| 18 października 1914 | Ferro Carril Oeste – Racing Club de Avellaneda 0:2                                                                                                |
| 18 października 1914 | CA Huracán – CA Platense 0:0 |
| 18 października 1914 | Boca Juniors – Comercio Buenos Aires 1:0 Francisco Taggino                                                                                        |
| 25 października 1914 | River Plate – Boca Juniors 0:0 |
| 1 listopada 1914     | CA Estudiantes – Estudiantil Porteño Buenos Aires 6:1                                                                                             |
| 8 listopada 1914     | Estudiantil Porteño Buenos Aires – River Plate 1:2 ? – Cándido García, Penney                                                                     |
| ??                   | Ferro Carril Oeste – Quilmes Athletic Buenos Aires 1:3                                                                                            |
| ??                   | Quilmes Athletic Buenos Aires – CA Huracán 3:1 |
| ??                   | Ferro Carril Oeste – Comercio Buenos Aires 5:2 |

### Końcowa tabela sezonu 1914 ligi Asociación Argentina de Football
| Poz | Klub                             | Mecze | Zw | Rem | Por | Pkt | BrZd | BrStr |
| --- | -------------------------------- | ----- | -- | --- | --- | --- | ---- | ----- |
| 1   | Racing Club de Avellaneda        | 12    | 11 | 1   | 0   | 23  | 42   | 7     |
| 2   | CA Estudiantes                   | 12    | 10 | 1   | 1   | 21  | 34   | 12    |
| 3   | Boca Juniors                     | 12    | 5  | 5   | 2   | 15  | 19   | 11    |
| 4   | CA Banfield                      | 12    | 7  | 1   | 4   | 15  | 16   | 17    |
| 5   | River Plate                      | 12    | 6  | 2   | 4   | 14  | 15   | 12    |
| 6   | CA Huracán                       | 12    | 4  | 3   | 5   | 11  | 25   | 22    |
| 7   | CA Platense                      | 12    | 4  | 2   | 6   | 10  | 14   | 17    |
| 8   | San Isidro Buenos Aires          | 12    | 2  | 6   | 4   | 10  | 10   | 16    |
| 9   | Estudiantil Porteño Buenos Aires | 12    | 3  | 4   | 5   | 10  | 14   | 23    |
| 10  | Quilmes Athletic Buenos Aires    | 12    | 4  | 2   | 6   | 10  | 14   | 24    |
| 11  | Belgrano AC                      | 12    | 1  | 6   | 5   | 8   | 14   | 20    |
| 12  | Ferro Carril Oeste               | 12    | 2  | 2   | 8   | 6   | 17   | 30    |
| 13  | Comercio Buenos Aires            | 12    | 0  | 3   | 9   | 3   | 13   | 36    |

## Primera División – Federación Argentina de Football
Mistrzem Argentyny w roku 1914 w ramach rozgrywek organizowanych przez federację piłkarską Federación Argentina de Football został klub Porteño Buenos Aires, natomiast tytuł wicemistrza Argentyny zdobył klub Estudiantes La Plata.
Klub Argentino de Quilmes Buenos Aires został wykluczony po 7 meczach, a klub Tigre Buenos Aires po 14 meczach. Mecze z udziałem tych drużyn zostały anulowane.

### Mecze chronologicznie
| Data                 | Mecz |
| -------------------- | --- |
| 5 kwietnia 1914      | Argentino de Quilmes Buenos Aires – Tigre Buenos Aires 8:0 mecz anulowano                                              |
| 5 kwietnia 1914      | Kimberley Buenos Aires – Estudiantes La Plata 1:1                                                                      |
| 5 kwietnia 1914      | Atlanta Buenos Aires – Floresta Buenos Aires 1:1                                                                       |
| 5 kwietnia 1914      | Porteño Buenos Aires – Gimnasia y Esgrima Buenos Aires 3:1                                                             |
| 10 kwietnia 1914     | Atlanta Buenos Aires – Estudiantes La Plata 3:1                                                                        |
| 10 kwietnia 1914     | Floresta Buenos Aires – Kimberley Buenos Aires 2:3                                                                     |
| 10 kwietnia 1914     | Gimnasia y Esgrima Buenos Aires – Hispano Argentino Buenos Aires 3:0                                                   |
| 12 kwietnia 1914     | Estudiantes La Plata – Hispano Argentino Buenos Aires 3:1                                                              |
| 12 kwietnia 1914     | Tigre Buenos Aires – Atlanta Buenos Aires 3:2 mecz anulowano                                                           |
| 19 kwietnia 1914     | Independiente – Estudiantes La Plata 1:1                                                                               |
| 19 kwietnia 1914     | Porteño Buenos Aires – Floresta Buenos Aires 1:0                                                                       |
| 19 kwietnia 1914     | Gimnasia y Esgrima Buenos Aires – Kimberley Buenos Aires 2:2                                                           |
| 19 kwietnia 1914     | Argentino de Quilmes Buenos Aires – Atlanta Buenos Aires 5:0 mecz anulowano                                            |
| 19 kwietnia 1914     | Tigre Buenos Aires – Hispano Argentino Buenos Aires 1:0 mecz anulowano                                                 |
| 10 maja 1914         | Porteño Buenos Aires – Atlanta Buenos Aires 4:2                                                                        |
| 10 maja 1914         | Gimnasia y Esgrima Buenos Aires – Floresta Buenos Aires 5:0                                                            |
| 10 maja 1914         | Kimberley Buenos Aires – Hispano Argentino Buenos Aires 3:1                                                            |
| 10 maja 1914         | Independiente – Argentino de Quilmes Buenos Aires 2:0 mecz anulowano                                                   |
| 17 maja 1914         | Porteño Buenos Aires – Independiente 2:2                                                                               |
| 21 maja 1914         | Independiente – Atlanta Buenos Aires 7:1                                                                               |
| 7 czerwca 1914       | Porteño Buenos Aires – Hispano Argentino Buenos Aires 3:2                                                              |
| 7 czerwca 1914       | Argentino de Quilmes Buenos Aires – Estudiantes La Plata 0:0 mecz przerwany – nie został dokończony, w końcu anulowany |
| 7 czerwca 1914       | Gimnasia y Esgrima Buenos Aires – Atlanta Buenos Aires 3:2                                                             |
| 7 czerwca 1914       | Tigre Buenos Aires – Floresta Buenos Aires 0:0 mecz anulowano                                                          |
| 7 czerwca 1914       | Kimberley Buenos Aires – Independiente 1:0                                                                             |
| 14 czerwca 1914      | Estudiantes La Plata – Gimnasia y Esgrima Buenos Aires 2:0                                                             |
| 14 czerwca 1914      | Hispano Argentino Buenos Aires – Floresta Buenos Aires 2:0                                                             |
| 21 czerwca 1914      | Tigre Buenos Aires – Gimnasia y Esgrima Buenos Aires 1:0 mecz anulowano                                                |
| 21 czerwca 1914      | Hispano Argentino Buenos Aires – Atlanta Buenos Aires 5:1                                                              |
| 28 czerwca 1914      | Argentino de Quilmes Buenos Aires – Estudiantes La Plata 1:1 mecz anulowano                                            |
| 28 czerwca 1914      | Tigre Buenos Aires – Porteño Buenos Aires 1:0 mecz anulowano                                                           |
| 28 czerwca 1914      | Gimnasia y Esgrima Buenos Aires – Independiente 0:0                                                                    |
| 28 czerwca 1914      | Atlanta Buenos Aires – Kimberley Buenos Aires 3:0                                                                      |
| 12 lipca 1914        | Estudiantes La Plata – Independiente 3:0                                                                               |
| 12 lipca 1914        | Gimnasia y Esgrima Buenos Aires – Kimberley Buenos Aires 4:1                                                           |
| 12 lipca 1914        | Porteño Buenos Aires – Floresta Buenos Aires 5:2                                                                       |
| 12 lipca 1914        | Tigre Buenos Aires – Hispano Argentino Buenos Aires 0:0 mecz anulowano                                                 |
| 12 lipca 1914        | Atlanta Buenos Aires – Argentino de Quilmes Buenos Aires 0:6 mecz anulowano                                            |
| 19 lipca 1914        | Gimnasia y Esgrima Buenos Aires – Argentino de Quilmes Buenos Aires 1:0 mecz anulowano                                 |
| 19 lipca 1914        | Porteño Buenos Aires – Estudiantes La Plata 3:3                                                                        |
| 19 lipca 1914        | Atlanta Buenos Aires – Floresta Buenos Aires 3:0                                                                       |
| 26 lipca 1914        | Porteño Buenos Aires – Estudiantes La Plata 4:0                                                                        |
| 26 lipca 1914        | Argentino de Quilmes Buenos Aires – Gimnasia y Esgrima Buenos Aires 2:1 mecz anulowano                                 |
| 26 lipca 1914        | Tigre Buenos Aires – Kimberley Buenos Aires 2:0 mecz anulowano                                                         |
| 26 lipca 1914        | Independiente – Atlanta Buenos Aires 4:0                                                                               |
| 26 lipca 1914        | Hispano Argentino Buenos Aires – Floresta Buenos Aires 1:1                                                             |
| 2 sierpnia 1914      | Argentino de Quilmes Buenos Aires – Independiente 4:1 mecz anulowano                                                   |
| 2 sierpnia 1914      | Porteño Buenos Aires – Atlanta Buenos Aires 2:0                                                                        |
| 2 sierpnia 1914      | Hispano Argentino Buenos Aires – Kimberley Buenos Aires 3:2                                                            |
| 2 sierpnia 1914      | Estudiantes La Plata – Tigre Buenos Aires 3:2 mecz anulowano                                                           |
| 9 sierpnia 1914      | Porteño Buenos Aires – Kimberley Buenos Aires 6:1                                                                      |
| 9 sierpnia 1914      | Independiente – Tigre Buenos Aires 2:0 mecz anulowano                                                                  |
| 9 sierpnia 1914      | Gimnasia y Esgrima Buenos Aires – Hispano Argentino Buenos Aires 0:2                                                   |
| 9 sierpnia 1914      | Estudiantes La Plata – Floresta Buenos Aires 3:0                                                                       |
| 16 sierpnia 1914     | Porteño Buenos Aires – Independiente 1:1                                                                               |
| 16 sierpnia 1914     | Gimnasia y Esgrima Buenos Aires – Tigre Buenos Aires 5:1 mecz anulowano                                                |
| 16 sierpnia 1914     | Atlanta Buenos Aires – Hispano Argentino Buenos Aires 2:2                                                              |
| 6 września 1914      | Porteño Buenos Aires – Tigre Buenos Aires 5:1 mecz anulowano                                                           |
| 6 września 1914      | Estudiantes La Plata – Gimnasia y Esgrima Buenos Aires 3:0                                                             |
| 6 września 1914      | Independiente – Floresta Buenos Aires 4:1                                                                              |
| 4 października 1914  | Hispano Argentino Buenos Aires – Estudiantes La Plata 2:3                                                              |
| 4 października 1914  | Independiente – Gimnasia y Esgrima Buenos Aires 1:0                                                                    |
| 4 października 1914  | Atlanta Buenos Aires – Tigre Buenos Aires 0:1 mecz anulowano                                                           |
| 4 października 1914  | Floresta Buenos Aires – Kimberley Buenos Aires 2:3                                                                     |
| 11 października 1914 | Gimnasia y Esgrima Buenos Aires – Floresta Buenos Aires 0:2                                                            |
| 11 października 1914 | Independiente – Tigre Buenos Aires 3:0 mecz anulowano                                                                  |
| 11 października 1914 | Argentino de Quilmes Buenos Aires – Kimberley Buenos Aires walkower dla Kimberley, potem anulowany                     |
| 18 października 1914 | Porteño Buenos Aires – Hispano Argentino Buenos Aires 4:2                                                              |
| 18 października 1914 | Kimberley Buenos Aires – Independiente 1:3                                                                             |
| 18 października 1914 | Estudiantes La Plata – Atlanta Buenos Aires 2:1                                                                        |
| 25 października 1914 | Porteño Buenos Aires – Gimnasia y Esgrima Buenos Aires 1:1                                                             |
| 25 października 1914 | Estudiantes La Plata – Kimberley Buenos Aires 4:0                                                                      |
| 25 października 1914 | Independiente – Hispano Argentino Buenos Aires 3:1                                                                     |
| 1 listopada 1914     | Kimberley Buenos Aires – Porteño Buenos Aires 1:7                                                                      |
| 8 listopada 1914     | Independiente – Hispano Argentino Buenos Aires 1:1                                                                     |
| 8 listopada 1914     | Atlanta Buenos Aires – Kimberley Buenos Aires 1:2                                                                      |
| 8 listopada 1914     | Independiente – Floresta Buenos Aires walkower dla Independiente                                                       |
| ??                   | Atlanta Buenos Aires – Gimnasia y Esgrima Buenos Aires 1:0                                                             |
| ??                   | Estudiantes La Plata – Floresta Buenos Aires 2:0                                                                       |

### Końcowa tabela sezonu 1914 ligi Federación Argentina de Football
| Poz | Klub                            | Mecze | Zw | Rem | Por | Pkt | BrZd | BrStr |
| --- | ------------------------------- | ----- | -- | --- | --- | --- | ---- | ----- |
| 1   | Porteño Buenos Aires            | 14    | 10 | 4   | 0   | 24  | 46   | 18    |
| 2   | Estudiantes La Plata            | 14    | 9  | 3   | 2   | 21  | 31   | 16    |
| 3   | Independiente                   | 14    | 7  | 5   | 2   | 19  | 27   | 13    |
| 4   | Kimberley Buenos Aires          | 14    | 5  | 2   | 7   | 12  | 21   | 39    |
| 5   | Gimnasia y Esgrima Buenos Aires | 14    | 4  | 3   | 7   | 11  | 19   | 20    |
| 6   | Hispano Argentino Buenos Aires  | 14    | 4  | 3   | 7   | 11  | 25   | 29    |
| 7   | Atlanta Buenos Aires            | 14    | 4  | 2   | 8   | 10  | 21   | 33    |
| 8   | Floresta Buenos Aires           | 14    | 1  | 2   | 11  | 4   | 11   | 33    |